# Ашрафи Самарканди
Ашра́фи́ Самарканди́ (перс. أاشرفی سمرقندی‎; Самарканд — 1194 или 1192, Самарканд) — средневековый поэт, писавший на персидском языке. Родился в Самарканде, в Государстве Хорезмшахов, образование получил там же. После этого отправился в центр (ныне территория Ирака) Государства Сельджукидов. Спустя некоторое время переехал в Исфахан, который тогда являлся столицей этого государства, являлся придворным поэтом. Незадолго перед смертью вернулся в родной Самарканд и умер там в 1192 году. Написал большое количество стихов и диванов. Крупнейшим диваном поэта является диван «Самарканд», состоящий из двух тысяч бейтов.